# Joan Jordi I de Saxònia
Joan Jordi I de Saxònia (en alemany Johann Georg I von Sachsen) va néixer a Dresden (Alemanya) el 5 de març de 1585 i va morir a la mateixa ciutat el 8 d'octubre de 1656. Elector de Saxònia i membre de la Casa de Wettin, era fill del també elector Cristià I (1560-1591) i de Sofia de Brandenburg (1568-1622). Va ser marcgravi de Meissen i Mísnia a partir de 1611, finalment va succeir el seu germà Cristià II com a comte palatí de Saxònia.

## Biografia
El començament del regnat de Joan Jordi I va coincidir amb l'empitjorament de les tensions entre protestants i catòlics al si l'imperi, i com a sobirà del territori protestant més poderós, semblava predestinat a dirigir els estats protestants. Amb tot, la Casa de Wettin i el seu govern va mantenir amb fermesa les polítiques de compensació tradicionals de Saxònia, per tal de preservar l'statu quo establert en la Pau d'Augsburg. Aquesta actitud contemporitzadora va reduir les seves possibilitats d'accedir a la corona de Bohèmia, el 1619, cosa que li hauria comportat enfrontar-se amb l'emperador Ferran II. En conseqüència, va optar per aliar-se amb les tropes imperials en contra del nou rei de Bohèmia, el calvinista Frederic V.
Les relacions amb l'emperador, però, no van ser tampoc fàcils. Va tornar a mantenir una posició de neutralitat amb l'esclat de la Guerra dels Trenta Anys, fins que noves tensions amb els catòlics van provocar que l'elector de Saxònia s'aliés amb el rei Gustau II Adolf de Suècia, participant el 17 de setembre en la batalla de Breitenfield en què Baviera perdé gran part de l'exèrcit i tota l'artilleria, i després de la mort en 1632 de Gustau II Adolf en la batalla de Lützen i intimidats per la victòria de les tropes imperials en la batalla de Nördlingen de 1634, Joan Jordi I va reconciliar-se amb l'emperador en la Pau de Praga amb la cessió de Lusàcia a Saxònia, i va tornar a ajudar-lo a expulsar les tropes franceses i sueques. Un any després Joan Jordi I es va trobar assetjar per les tropes sueques a la ciutat de Magdeburg, on havia fixat temporalment la seva residència, i es va veure obligat a rendir-se el 3 de juliol de 1636. L'abril de 1639, el suec Johan Banér va derrotar els saxons a la batalla de Chemnitz i va entrar a Bohèmia al maig, i el 1643 l'exèrcit saxó s'havia reduït a unes quantes guarnicions aïllades. La guerra s'allargà ocasionant nombroses pèrdues a l'electorat de Saxònia fins que en la Pau de Westfàlia va ser confirmada la seva posició acordada a Praga. Tot i que el país va patir enormes danys durant la guerra i es trobava fortament endeutat, Joan Jordi es lliurava sovint a les seves aficions com la caça i la beguda, fins al punt de rebre el sobrenom de Jordi cervesa

## Matrimoni i fills
El 1604 es va casar a Dresden amb Sibil·la Elisabet de Wurttemberg (1584-1606), filla del duc Frederic I (1557-1608) i de Sibil-la d'Anhalt (1564-1614). D'aquest matrimoni no en va tenir fills.
Havent enviudat, el 19 de juliol de 1607 es va casar amb la princesa Magdalena Sibil·la de Prússia (1587-1659), filla del duc Albert Frederic de Prússia (1553-1618) i de Maria Elionor de Jülich-Kleve-Berg (1550-1608). Aquest segon matrimoni va tenir deu fills:
- Un fill nascut mort el 1608.
- Sofia Elionor (1609-1671), casada amb Jordi II de Hessen-Darmstadt (1605-1661).
- Maria Elisabet (1610-1684), casada amb Frederic III de Schleswig-Holstein-Gottorp (1597-1659).
- Cristià, nascut i mort el 1612.
- Joan Jordi II (1613-1680), casat amb Magdalena Sibil·la de Brandenburg-Bayreuth (1612-1687).
- August (1614-1680), casat primer amb Anna Maria de Mecklenburg-Schwerin (1627-1667), i després amb Joana Walpurgis de Leiningen-Westerburg.
- Cristià I (1615-1691), casat amb Cristiana de Schleswig-Holstein-Sonderburg-Glücksburg (1634-1701).
- Magdalena Sibil·la (1617-1668), casada primer amb Cristià de Dinamarca (1603-1647), i després amb Frederic Guillem II de Saxònia Altenburg (1603-1669).
- Maurici (1619-1681), casat primer amb la princesa Sofia Hedwig de Holstein-Glucksburg (1630-1652), després amb la princesa Maria Dorotea de Saxònia-Weimar (1641-1675), finalment amb la princesa Sofia Elisabet de Schleswig-Holstein-Sonderburg-Wiesenburg (1653-1684).
- Enric, nascut i mort el 1622.